# Prospecção de petróleo
A prospecção de petróleo define-se como a atividade da detecção de reservas de petróleo e gás natural (hidrocarbonetos fósseis) por métodos de prospecção geofísica e como a sísmica de reflexão, que permitem analisar a estrutura do subsolo em profundidade sem a necessidade de custosa escavação ou perfuração (sondagem).
A prospecção de petróleo faz parte das etapas do conjunto de processos e procedimentos que constituem a exploração de petróleo, busca-se o reconhecimento da ocorrência dos recursos naturais, e faz estudos para determinar se os depósitos têm valor econômico, ou viabilidade econômica em serem extraídos.
Um dos processos  da prospecção de petróleo é a simulação sísmica, visando fornecer modelos computacionais tridimensionais dos reservatórios de hidrocarbonetos, otimizando o projeto e execução dos poços de petróleo.